# Household Saints
Household Saints, Brasil: Um Anjo de Mulher , é uma comédia estadunidense de 1993 dirigido por Nancy Savoca. O filme explora a vida de três gerações de mulheres ítalo-americanas ao longo da última metade do século 20.
O filme faz parte da lista dos 1000 melhores filmes de todos os tempos do The New York Times.

## Ligações Externas
Um Anjo de Mulher. no IMDb. 